# 彭建源卡拉OK縱火案
彭建源卡拉OK縱火案是在2012年3月12日於台湾新竹市東區境內發生的一起5死縱火案。凶嫌彭建源（案發時34歲）因不滿好友周志強（案發時34歲）不願出面相挺，故購買300元的汽油至其位於新竹市明湖路的KTV縱火，造成5死4傷。
本案在2014年9月2日由中華民國最高法院判決死刑定讞，彭建源目前羈押於新北市土城看守所等待槍決。2024年，憲法法庭受理由彭建源等37名死刑犯提出的死刑釋憲案。

## 凶嫌背景
彭建源自幼被過度寵溺，退伍後結交重度吸毒者，每次細故，例如索討金錢買毒品不成、行車被按喇叭等，就暴怒犯罪，無論是對於父母、舊識或素不相識之人，均採取暴力手段回應，曾有預謀砍殺父親，有毒品、妨害自由及家暴前科。

## 案發過程
彭建源在2012年3月12日凌晨在新竹市，因不滿好友周志強不願幫忙助陣，和王姓女子同車去加油站購買10公升汽油，至周志強位於明湖路的KTV店縱火。周一開門，彭就潑油縱火，還將裝汽油的鐵桶把小門頂住不讓人逃生，但是裡面3人從安全門逃生成功。
縱火後行跡詭異，被巡邏警網攔下。隨後並將他戒護就醫。
警方循線查出5死縱火案的凶嫌即是彭建源，訊後依殺人罪及公共危險罪移送新竹地檢署偵辦，並聲押獲准。

## 傷亡情況
五位死者分別是田德鎮（33歲、男）、邱文富（32歲、男）、徐宗永（42歲、男）、林美菁（46歲、女）、閻桂芬（42歲、女），其中邱文富是新竹城隍廟知名店家「阿富魯肉飯」老闆。四位傷者分別是屋主周志強（34歲、男），傷勢四肢灼傷；周妻周昱蓉（26歲、懷孕7月），傷勢嗆傷；徐郁臻（37歲、女），傷勢嗆傷；縱火嫌犯彭建源（34歲、男），傷勢雙手灼傷。

## 起訴與審判
2012年6月6日，到案後僅關心自己是否符合自首要件，對於犯行毫無悔意，新竹地檢署檢察官認為彭男惡性重大，有與社會隔絕的必要，向法官具體求處死刑；11月28日，新竹地方法院認為沒有自首減刑的適用，一審依故意殺人、不確定故意殺人等罪判處死刑，褫奪公權終身；12月12日，彭建源的友人周志強因在鐵皮屋違法經營卡拉OK，未能提供消費者安全設備，造成五人燒死，依業務過失致死及《建築法》起訴。
2013年5月9日，台灣高等法院二審駁回上訴，判處死刑；12月12日，最高法院認為證據不足，發回高院更審。
2014年3月11日，高院更一審仍維持死刑判決，法官認為彭嫌罪刑重大，已無法教化，因此維持死刑；9月2日，最高法院三審判處彭建源死刑確定。現羈押在台北看守所等待槍決，拘置中。

## 不同見解
彭建源有精神病的就醫紀錄，歷任審判的罪名都是「不確定故意殺人」，依據最高法院在陳昆明殺人案、林基雄縱火燒死１３人案中所釋示的〈兩公約〉要求：不得判精神障礙者死刑、非蓄意殺人不得判死刑。
對此，廢死聯盟執行長林欣怡認為最高法院對於精神障礙得否判死的見解不一。對此，最高法院澄清，已做成明確性的法律解釋，其判決理由及要旨，均已明確說明，並無不妥。
最高法院刑四庭審判長賴忠星與４位法官認為，所謂不得對任何精神或智能障礙者判處或執行死刑，旨在「敦促」，並非〈兩公約〉的強制要求，並不具有國內法的效力。
民間司改會執行長高榮志則認為最高法院為迎合「判死」民意，召開生死辯後，架空兩公約，做出合理化法律解釋，把彭建源判死。2024年，憲法法庭受理由彭建源等37名死刑犯提出的死刑釋憲案。

## 關連條目
- 台南帝王飯店縱火案
- 台南新營醫院大火
- 基隆女人心卡拉OK縱火案
- 桃園佳育安親班縱火案
- 台北市神話世界KTV縱火案
- 新北蘆洲大囍市社區火災
- 台灣災難列表
- 臺灣戰後時期死刑犯列表